# Philly '76
Philly '76 è un album dal vivo del cantautore e musicista Frank Zappa, pubblicato postumo nel 2009.
Il disco contiene materiale registrato a Filadelfia il 29 ottobre 1976.

## Tracce
CD 1
1. The Purple Lagoon – 3:35
2. Stinkfoot – 5:52
3. The Poodle Lecture – 3:48
4. Dirty Love – 3:36
5. Wind Up Workin' in a Gas Station – 2:32
6. Tryin' to Grow a Chin – 4:01
7. The Torture Never Stops – 13:31
8. City of Tiny Lights – 7:47
9. You Didn't Try to Call Me – 6:32
10. Manx Needs Women – 1:44
11. Chrissy Puked Twice – 6:48

CD 2
1. Black Napkins – 18:57
2. Advance Romance – 13:56
3. Honey, Don't You Want a Man Like Me? – 4:09
4. Rudy Wants to Buy Yez a Drink – 2:20
5. Would You Go All the Way? – 2:04
6. Daddy, Daddy, Daddy – 2:05
7. What Kind of Girl Do You Think We Are? – 4:55
8. Dinah-Moe Humm – 8:09
9. Stranded in the Jungle (James Johnson, Ernestine Smith) – 3:10
10. Find Her Finer – 3:17
11. Camarillo Brillo – 4:03
12. Muffin Man – 6:53

## Formazione
- Frank Zappa - chitarra, voce
- Lady Bianca - tastiere, voce
- Ray White - chitarra, voce
- Eddie Jobson - tastiere, violino
- Patrick O'Hearn - basso, voce
- Terry Bozzio - batteria, voce